# Otoczenie Ramzesa II
Otoczenie Ramzesa II – egipski faraon, Ramzes II miał prawdopodobnie 15 żon oraz trudną dziś do ustalenia liczbę konkubin, które urodziły mu łącznie około 150 dzieci – 100 synów i 50 córek. Poniżej lista członków rodziny faraona: imion żon, imiona pierwszej pięćdziesiątki synów i pierwszej dwudziestki szóstki córek, a także imiona jego współpracowników (wezyrów, dowódców wojskowych, wicekrólów, nadzorców skarbu).
Artykuł ten stanowi uzupełnienie hasła: Ramzes II.

## Rodzina

### Żony
- Nefertari MeriMut – Piękna dla której wstaje Słońce – Ukochana przez Mut.
- Isetnofret – Piękna Isis.
- Bint-Anath[1] – córka Ramzesa i Isetnofret.
- Meritamon (Merytamon, Meritamen, Meryt – Amen, Merytamen, Merytetamen, Merietamun) – córka Ramzesa i Nefertari – Ukochana przez Amona.
- Nebettaui (Nebettawy) – Pani Obu Krajów – córka Ramzesa.
- Chentmire (Henutmire) – siostra Ramzesa.
- Maat-hor-neferure (Maat-neferu-re) – I księżniczka hetycka.
- ??? – II księżniczka hetycka.
- ??? – księżniczka babilońska
- ??? – księżniczka syryjska
- Tachut (Tahut, Tachat lub Tahat)
- Nefertari II (?) – 3. córka monarchy
- Suterere
- Tia (?) – siostra faraona (?)
- Henuttaui lub Henuttawy – Księżniczka Obu Krajów – córka Ramzesa

### Synowie
1. Amonherchopszef – Amon jest/włada jego potężnym ramieniem – syn Nefertari.
2. Ramzes – Zrodzony z Re – syn Isetnofret.
3. Preherunemef – Re jest/włada jego prawicą – syn Nefertari.
4. Chaemuaset – Ten który pojawił się w Tebach – syn Isetnofret.
5. Montuherchopszef – Montu jest/włada jego potężnym ramieniem.
6. Nebecharu.
7. Meriamon – Ukochany przez Amona.
8. Setemuja – (Amonemuja).
9. Seti – Ten który jest Setha – syn Nefertari.
10. Setepenre – Wybraniec Re.
11. Merire I – Ukochany przez Re – syn Nefertari.
12. Horheruenemef – Horus jest/włada jego potężnym ramieniem.
13. Merenptah – Ukochany przez Ptaha – faraon – syn Isetnofret – następca Ramzesa.
14. Amenhotep – Amon jest rad.
15. Itamon – Ojciec Amon.
16. Meryatum – Ukochany przez Atuma.
17. Nebetaneb – Pan wszystkich ziem/krajów.
18. Merire II – Ukochany przez Re.
19. Amenemopet – Amon – Święto Opet.
20. Senechtenamon – Amon dający siłę.
21. Ramzes-Merenre – Zrodzony z Re kochający Re.
22. Totmes – Zrodzony z Thota.
23. Simontu – Syn Montu.
24. Montuemuaset – Montu objawjający się w Tebach.
25. Siamon – Syn Amona.
26. Ramzes-Siptah – Zrodzony z Re Syn Ptaha.
27. Ramzes-Siatum – Zrodzony z Re Syn Atuma.
28. Montuemhekau.
29. Merimontu – Ukochany przez Montu.
30. (...)montu.
31. Merpre.
32. Meritimire.
33. Ramzes-Userchepesz.
34. Ramzes-Merisetech.
35. Ramzes-Sichepri.
36. Ramzes-Merimaat.
37. Ramzes-Meriasarte.
38. Mahiranat.
39. Setemnachte.
40. Geregtaui – Pokój Obu Krajom.
41. Szepsemiunu.
42. Asarteheruenemef – Asarte jest/włada jego prawicą.
43. Suti.
44. Ramzes-Pajotneczer.
45. Ramzes-Maatptah.
46. Ramzes-Nebuebnen.
47. Ramzes-Userpehty.
48. Ramzes-Setirchopszef.
49. Setirchopszef.
50. Usermaatre – Potężna jest sprawiedliwość Re.

### Córki

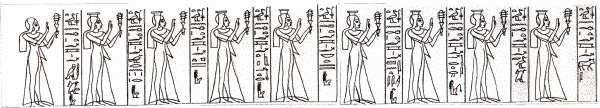
Córki Ramzesa II

1. Bint-Anath – córka Isetnofret, żona Ramzesa.
2. Bakmut – córka Nefertari.
3. Nefertari II.
4. Meritamon – córka Nefertari, żona Ramzesa.
5. Nebettaui – żona Ramzesa.
6. Isetnofret II – córka Isetnofret.(?)
7. Henuttaui.
8. Uenero.
9. Nedżemmut.
10. Kedmerut.
11. Nebetiunu.
12. Nebetnehat.
13. Tuja.
14. Hentah.
15. Merytsechmet.
16. Henutiunu.
17. Niubherchesbed.
18. Szepsiheriotes.
19. Hentmerut.
20. Merietimhapi.
21. Merietiotes.
22. Nebemiunu.
23. Hentpahar.
24. Henutsechemu.
25. Izys (?).
26. Renpet-nofret.
27. Meryt-nuter.
28. […]em-[…]-Mut.
29. […]em-merut.
30. .[…]u-imenes.

## Współpracownicy

### Dowódcy wojskowi i dworzanie

#### Synowie
1. Amonherchopszef – wódz armii – generał. Najstarszy Królewski Syn, Syn Króla.
2. Montuherchopszef – Syn Króla, Nadzorca Koni, Pierwszy Królewski Woźnica, Pisarz Królewski.
3. Merenptah – wódz armii – generał. Najstarszy Królewski Syn, Syn Króla, Następca Tronu, Dziedzic Tronu Geba, Strażnik Pieczęci, . Następca tronu od 55 roku panowania Ramzesa.
4. Preheruenemef – Syn Króla. Nadzorca Koni. Pierwszy Królewski Woźnica.
5. Ramzes – wódz armii – generał. Najstarszy Królewski Syn. Syn Króla. Następca tronu od 25-50 roku panowania Ramzesa.
6. Meryatum – Wielki Kapłan Re w Heliopolis, Dziedziczny Książę, Wielki Prorok, Pierwszy Woźnica Zwycięskiego Króla.

#### Inni
1. Amenemonet – dowódca Medżajów (policji). Nadzorca Prac Jego Majestatu, Pierwszy kapłan Amona i Izydy.
2. Urihija[2] – generał. Pisarz Królewski. Wielki Rządca.
3. Jupa – syn Urihii. Wielki Rządca Króla i Ramesseum. Nadzorca Koni. Nadzorca Prac Jego Majestatu.
4. Hatiaj – syn Jupy. Dowódca Medżajów.
5. Panhesi – Królewski Pisarz, Naczelny Wódz Oddziałów Rydwanów.
6. Saroy – Pisarz Królewski Stołu Pana Obu Krajów, Nosiciel Królewskich Dokumentów w obecności Króla, Strażnik Dworu Pana Obu Krajów, Nadzorca Bydła w Majątkach Amona.
7. Menna – Nosiciel Tarczy, Królewski Woźnica[3].
8. Harmin – Nadzorca królewskich apartamentów w Memfis.
9. Kaemuaset – Nosiciel Wachlarza Pana Obu Krajów.

### Wezyrowie
1. Paser – Wezyr Południa, Wielki Szambelan Dworu[4], Arcykapłan Bogini Wielkiej Magią[5], Nadzorca Tajemnic Obu Bogiń[6], Strażnik Królewskich Koron, Nosiciel Wachlarza po Prawicy Króla.
2. Chaj – Wezyr Południa, Pisarz Królewski, Nosiciel Wachlarza po Prawicy Króla – następca Pasera od 26 roku panowania Ramzesa.
3. Neferrenepet – Wezyr Południa.
4. Totmes – Wezyr Południa od 45/46 roku panowania Ramzesa.
5. Prehotep I – Wezyr Północy, Wielki Kapłan Ozyrysa.
6. Prehotep II – Wezyr Północy, Nosiciel Wachlarza, Wielki Kapłan Ptaha.
7. Paramesse – Wezyr Północy od 26 roku panowania Ramzesa.
8. Seti – Wezyr Północy od 30 roku panowania Ramzesa.

### Wicekrólowie Nubii
1. Juni – od czasów Seti I.
2. Hekanacht – od 5 roku panowania Ramzesa.
3. Paser II – od 25 do 34 roku panowania Ramzesa.
4. Hui – od 34 do 38 roku panowania Ramzesa.
5. Setau – od 38 do 63 roku panowania Ramzesa.

### Nadzorcy Skarbu
1. Neb-jot.
2. Panehsi – od 10 roku panowania Ramzesa.
3. Suti – w trzeciej dekadzie panowania Ramzesa.
4. Paj-ten-hab – w końcowych latach panowania Ramzesa.